# دان سوليفان
دان سوليفان (بالإنجليزية: Dan Sullivan)‏ هو سياسي أسترالي، ولد في 9 يونيو 1960 في كوتشينغ في ماليزيا. حزبياً، نشط في الحزب الليبرالي الأسترالي. وقد انتخب عضو الجمعية التشريعية لأستراليا الغربية.